# Dzień Straży Gminnej
Dzień Straży Gminnej – polskie święto obchodzone 29 sierpnia w rocznicę uchwalenia ustawy z 1997 roku, która określa funkcjonowanie straży gminnej.
Dzień ten nie jest dniem wolnym od pracy.
Jest świętem wszystkich pracowników i funkcjonariuszy straży gminnej oraz miejskiej oraz okazją do spotkania i awansowania strażników.
Święto funkcjonuje potocznie pod nazwą „Dzień Strażnika Miejskiego”.